# باشگاه فوتبال بلپر تاون
باشگاه فوتبال بلپر تاون (انگلیسی: Belper Town F.C.) یک باشگاه فوتبال در شهر بلپر، انگلیس است که در سال ۱۸۸۳ تأسیس شده‌است.